# Langøya, Vestfold
Langøya är en ö i Holmestrands kommun i Vestfold fylke i sydöstra Norge. Ön är belägen i Holmestrandsfjorden, strax öster om staden Holmestrand. Den har en yta på 0,9 kvadratkilometer och är den näst största ön i Oslofjorden. Ön är som mest 3 000 meter lång och 500 meter bred och är obebodd.
Innan 2002 hörde ön till dåvarande Våle kommun, därefter mellan 2002 och 2019 hörde den till dåvarande Re kommun. Sedan 2020 hör den till Holmestrands kommun.